# St. Oswald und Martin (Möhrendorf)

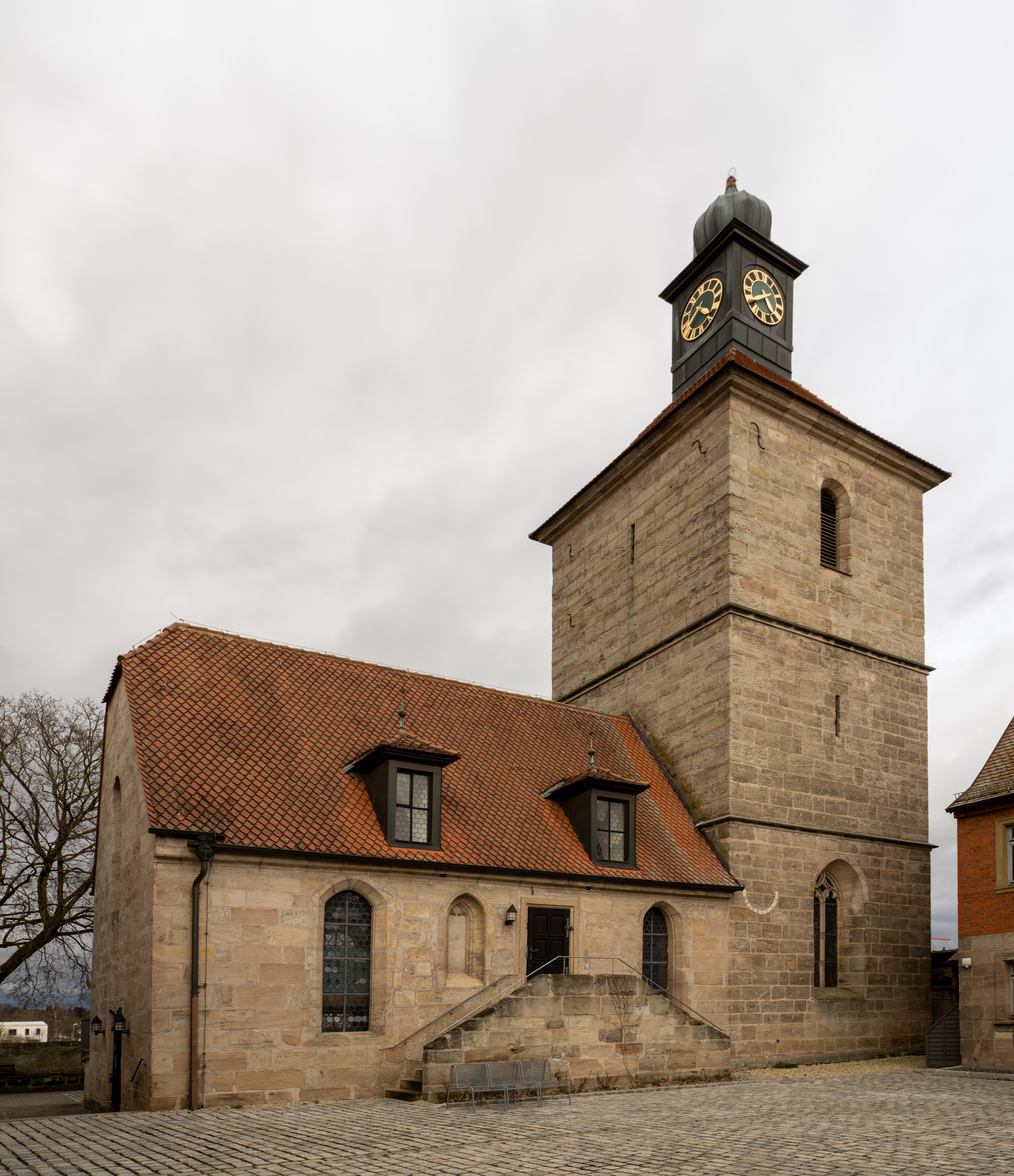
St. Oswald und Martin in Möhrendorf

Die denkmalgeschützte evangelische Pfarrkirche St. Oswald und Martin steht in Möhrendorf, einer Gemeinde im Landkreis Erlangen-Höchstadt (Mittelfranken, Bayern). Das Bauwerk ist unter der Denkmalnummer D-5-72-142-14 als Baudenkmal in der Bayerischen Denkmalliste eingetragen. Die Kirche gehört zum Dekanat Erlangen im Kirchenkreis Nürnberg der Evangelisch-Lutherischen Kirche in Bayern. Sie wird für Trauerfeiern, Trau- und Taufgottesdienste genutzt. Die Hauptgottesdienste werden aus Platzgründen in der 1973 errichteten St.-Laurentius-Kirche gehalten.

## Beschreibung
Der dreigeschossige Chorturm auf quadratischem Grundriss der Saalkirche aus Quadermauerwerk stammt im Kern aus dem Mittelalter. Aus dem ihn bedeckenden Pyramidendach erhebt sich ein mit einer Zwiebelhaube bedeckter Dachreiter, an dem die Zifferblätter der Turmuhr angebracht sind. Das Langhaus wurde im 16./17. Jahrhundert nach Westen angebaut. Sein Satteldach, das im Westen einen Krüppelwalm hat, ist mit Walmgauben bestückt. Sein Innenraum hat doppelstöckige Emporen und ist mit einem Tonnengewölbe überspannt. Der Chor, d. h. das Erdgeschoss des Chorturms, hat ein Kreuzrippengewölbe. Zur Kirchenausstattung gehört der 1710 gebaute Altar, in den die Kanzel integriert wurde. Der Taufengel stammt von 1709.